# Feigenbaums konstanter

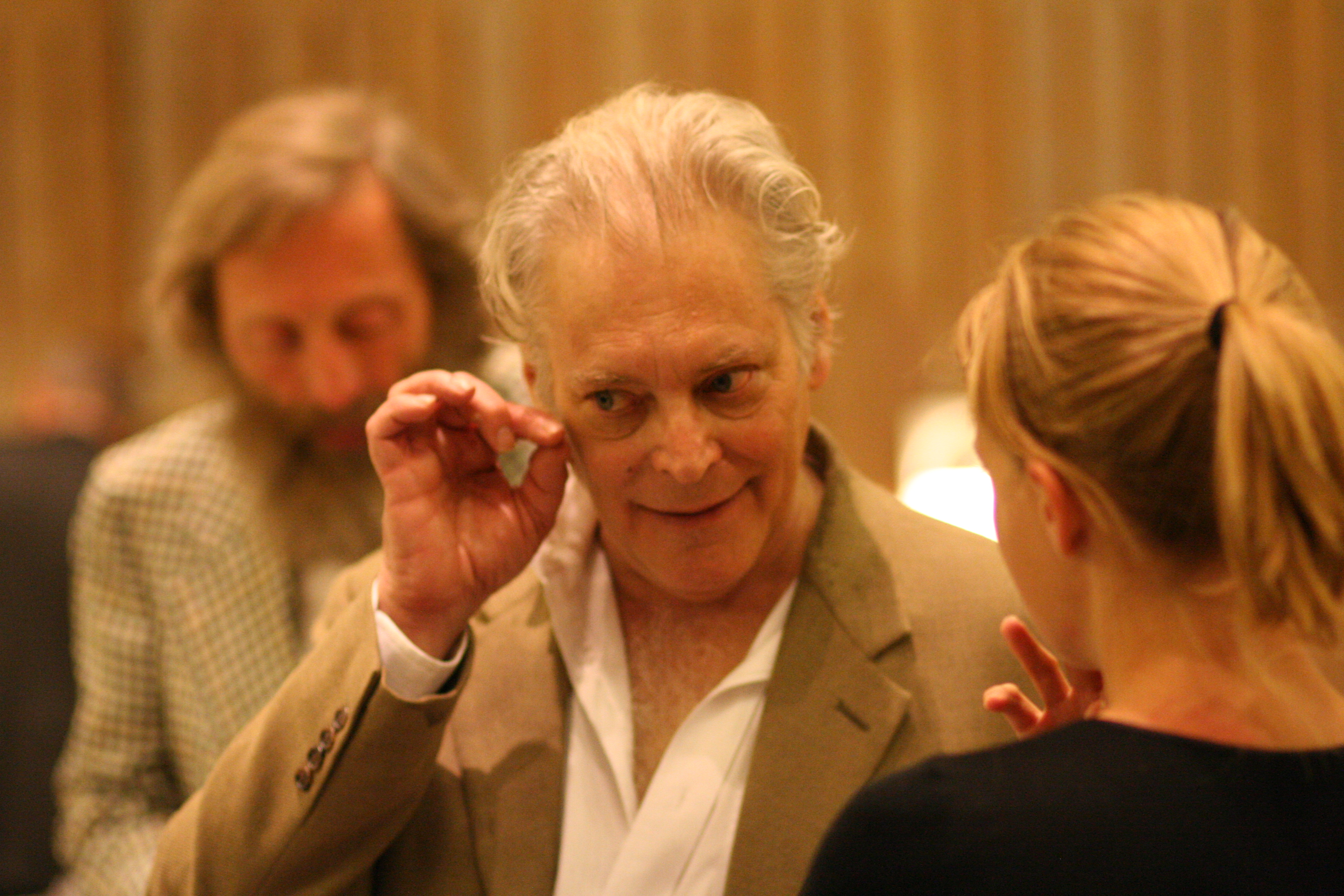
Mitchell Feigenbaum, 2006.

Feigenbaums konstanter, är två matematiska konstanter uppkallade efter Mitchell Feigenbaum.
Feigenbaum upptäckte sin första konstant år 1975 när han undersökte bifurkationer (förgreningar) i förenklade populationsmodeller på en HP-65 programmerbar miniräknare. Miniräknaren var långsam och Feigenbaum försökte förutsäga nästa förgrening av grafen. Oavsett vilka värden som gavs formeln, så skedde förgreningarna med samma intervall. Senare visade det sig att diametrarna på cirklarna som uppträder på Mandelbrotfraktalens realaxel minskar med δ = 4,669...
Senare, 1978, upptäcktes konstanten α = 2,503... som anger den relativa storleken på förgreningen. 
δ = 4,66920160910299067185320382... (Feigenbaums förgreningshastighet)

α = 2,502907875095892822283902873218... (Feigenbaums reduktionsparameter) 
Feigenbaums konstant δ har sedan använts inom datavetenskapen för att framställa pseudoslumpvisa tal.